# 金濟德
金濟德（： Kim Je Deok，2004年4月12日—），韓國男子射箭運動員。他代表韓國隊參加了日本舉行的2020年夏季奧林匹克運動會，並且在男子團體和混合團體比賽上獲得金牌。

## 生平
金濟德，生於首爾特別市，在慶尚北道醴泉郡長大。從小學三年級開始學習射箭，並在2016年出演SBS綜藝節目 英才發掘團 展現全國大賽選手的實力。在2019年通過參加2020年夏季奧林匹克運動會的國家隊選拔賽，但因為肩膀受傷不得不放棄資格，於2020年初得知2020年夏季奧林匹克運動會延期至2021年舉辦後，重新參加國家隊選拔，成功取得了國家隊代表資格。並於2020年夏季奧林匹克運動會混合團體比賽，與搭檔安山以1368分建立了混合團體賽的紀錄，獲得金牌，及於男子團體比賽與隊友吳真爀、金優鎮一起獲得金牌。

## 綜藝節目
- 2021年：

- tvN《劉QUIZ ON THE BLOCK》Ep120 (210825)
- KBS《做家務的男人們2》Ep215 (210821)、Ep216 (210828)
- SBS《家師父一體》Ep183 (210822)、Ep184 (210829)

## 外部連結
- 金濟德的Instagram帳戶